# Томас Едвард Ґалліксон
Його Високопреосвященство То́мас Е́двард Ґа́лліксон (англ. Thomas Edward Gullickson, нар. 14 серпня 1950, Су-Фолс, США) — римо-католицький архієпископ, ватиканський дипломат, Апостольський Нунцій в Україні в 2011—2015 роках.

## Біографічні дані
Народився 14 серпня 1950 в місті Су-Фолс (англ. Sioux Falls), Південна Дакота, США. У 1976 році прийняв священиче рукоположення. З 1981 року почав готуватись до дипломатичної служби Святого Престолу, навчаючись у Папській церковній академії. Захистив докторську дисертацію з канонічного права.
З 1 травня 1985 року Томас Ґалліксон перебуває на дипломатичній службі. Працював у дипломатичних представництвах Святого Престолу в Руанді, Австрії, Чехословаччині, Єрусалимі та Німеччині.
У 2004 році Папа Римський Іван Павло ІІ призначив священика Томаса Ґалліксона нунцієм у Тринідад і Тобаго, надавши йому сан титулярного архієпископа Бомарцо. 11 листопада 2004 року відбулася його єпископська хіротонія (головним святителем був кардинал Джованні Лайоло). Крім Тринідаду і Тобаго, архієпископ Ґалліксон одночасно був акредитованим нунцієм в інших численних країнах Центральної Америки: Багамські Острови, Домініка, Сент-Кітс і Невіс, Сент-Люсія, Сент-Вінсент і Гренадини, Антигуа і Барбуда, Барбадос, Ямайка, Гренада, Суринам, Гаяна, а також апостольським делегатом на Антильських островах (Ангілья, Аруба, Британські Віргінські острови, Кайманові острови, Гваделупа, Мартиніка, Монтсеррат, Нідерландські Антильські острови, острови Теркс і Кайкос, Американські Віргінські острови).
21 травня 2011 року Папа Римський Бенедикт XVI призначив архієпископа Ґалліксона Апостольським Нунцієм в Україні. 16 листопада 2011 року архієпископ Ґалліксон вручив вірчі грамоти Президентові України В. Януковичу.
Крім рідної англійської мови, архієпископ Ґалліксон володіє італійською, німецькою, французькою і чеською мовами.
5 вересня 2015 р. призначений Апостольським Нунцієм в Швейцарії і Ліхтенштейні.